# 284e régiment d'infanterie
Le 284e régiment d'infanterie (284e RI) est un régiment d'infanterie de l'Armée de terre française constitué en 1914 avec les bataillons de réserve du 84e régiment d'infanterie.
À la mobilisation, chaque régiment d'active créé un régiment de réserve dont le numéro est le sien plus 200.

## Création et différentes dénominations
- Août 1914 : 284e régiment d'infanterie

## Chefs de corps
- 5 août 1914 : lieutenant-colonel de Fonsagrives
- - 31 août 1915 : lieutenant-colonel de Guillebon
- 8 septembre 1915 - 1917 : lieutenant-colonel Gueilhers

## Historique des garnisons, combats et batailles du284eRI

### Première Guerre mondiale

#### Affectations
- 1er corps d'armée

#### 1914
- 5 août : création du régiment à Avesnes, il est rattaché au 1er Corps d'Armée.
- 9 août : transféré par voie ferrée vers Martigny et Leuze ; mouvement par étapes vers Maubert-Fontaine et Rimogne.
- 10 - 23 août : mouvement vers la Belgique par Mariembourg et Philippeville, stationne vers Anthée le 15 août. Du 17 au 20 août, le régiment assure le long de la Sambre la liaison avec l'armée belge positionnée vers Namur. Relevé, il est positionné à Ermeton-sur-Biert.
- 24 - 30 août : retraite vers le Sud, par Signy-le-Petit, Aubenton, Chéry-lès-Rozoy pour atteindre la Serre le 28 août. Le régiment est mis en réserve vers Landifray lors de la bataille de Guise, il subit ses premières pertes par l'artillerie allemande.
- 31 août - 5 septembre : poursuite de la retraite par Craonne, Jonchery-sur-Vesle, traversée de la Marne, mouvement vers Talus-Saint-Prix, Esternay et Mongenot vers Nogent-sur-Seine.
- 5 - 15 septembre : bataille de la Marne, le régiment est en réserve de corps d'armée. Progression vers Esternay. Traversée de la Marne à Châtillon-sur-Marne, passage à Reims le 15 septembre.
- 15 septembre - 3 novembre : arrêt des mouvements, le régiment est employé à l'organisation défensive des secondes lignes entre Reims et Craonne par Berry-au-Bac et Pontavert.
- 3 novembre - 10 février 1915 : occupation d'un secteur calme de tranchées vers La Ville-aux-Bois et la ferme du Choléra.

#### 1915
- 10 février : regroupement du régiment en arrière de la ferme de Beauséjour.
- 15 février - 10 mars : occupe les tranchées de seconde ligne, puis de première ligne et subit les effets de l'artillerie allemande avec des pertes importantes.
- 10 - 30 mars : retrait du front, reconstitution et repos dans la région de Recy et Oger.
- 1 - 23 avril : mouvement dans le secteur de Verdun, occupation d'un secteur au Sud-Est de Verdun, aux pieds des Côtes de Meuse.
- 24 avril - 2 octobre : retour dans la région Nord-Ouest de Reims. Il relève le 274e RI dans le secteur de la Verrerie du Port et occupe ce secteur calme jusqu'au 25 mai. Puis, le régiment est déplacé vers le Nord-Ouest et occupe le secteur du Cantonnier jusqu'au 20 juin où il est relevé par le 2e régiment étranger. Le 10 juin le régiment est intégré à la 122e DI. Au repos durant la fin du mois de juin, le régiment occupe ensuite un secteur du front vers Berry-au-Bac et Cormicy.
- 2 - 10 octobre : retrait du front, mouvement par étape vers Épernay. Transport par VF vers Toulouse.
- 27 octobre : transport par VF de Toulouse à Toulon.
- 28 octobre - 2 novembre : embarquement à bord de la Lorraine et de l'Ascania et arrivée à Salonique le 2 novembre, mouvement vers le camp de Seitenlick.
- 4 - 10 novembre : mouvement vers Krivolak en soutien de la 57e division d'infanterie, combats pour prendre les hauteurs portant le monastère d'Arkangel (ou Cicéro) à la confluence de la Cerna et du Vardar.
- 11 novembre - 12 décembre : repli successif en direction de Salonique devant la pression des troupes bulgares qui ne pénêtrent pas en territoire grec.

#### 1916
- 12 décembre 1915 - 12 mars 1916 : le régiment s'installe au camp de Dogandzi, construit des retranchements et des défenses accessoires.
- 19 mars - 28 août : dégagement de la rive gauche du Vardar, dans le secteur d'Ardzan en contact avec les troupes allemandes sur la ligne Macukovo Berkili.
- 29 août 1916 - fin mars 1917 : mouvement sur la rive droite du Vardar, occupation d'un secteur vers Ljumnica avec une défense active pour maintenir le maximum de troupes bulgares en place.

#### 1917
- fin mars : mouvement de rocade, le régiment est relevé par le 45e RI. Il occupe le secteur du point O du Skra di Legen. En août, déclenchement d'une attaque sur le massif qui permet une progression de plus de 1500 mètres.
- 12 -14 août : retrait du front, relevé par le 2e bis régiment de zouaves.
- 30 août - 28 septembre : occupation d'un secteur appelé la cuvette du Skra di Legen.
- 29 septembre : retrait du front, dissolution. Les hommes sont répartis dans les trois régiments d'infanterie restant de la 122e division d'infanterie.

### Pertes
Au cours des trois années de guerre, le 284e régiment d'infanterie déplore la perte de 12 officiers, 30 sous-officiers et 54 caporaux et 355 soldats tués. 

## Drapeau
Il porte, cousues en lettres d'or dans ses plis, les inscriptions suivantes :
- Champagne 1914-1915
- Vardar 1917

## Personnages célèbres ayant servi au284eRI
- Marcel Canguilhem (1895-1949), dit Cel le Gaucher, artiste (illustrateur, sculpteur)